# Aho-Girl
Aho-Girl (アホガール, Aho gāru) é um mangá yonkoma de comédia slice-of-life shōnen japonês escrito e ilustrado por Hiroyuki. Foi originalmente serializado na Weekly Shōnen Magazine em 28 de novembro de 2012. e movido para a Bessatsu Shonen Magazine, onde foi serializado entre julho de 2015 e dezembro de 2017. Doze volumes compilados pela Kodansha foram lançados. Uma adaptação para anime da Diomedéa foi transmitida entre julho e setembro de 2017.

## Enredo
A história segue o cotidiano de Yoshiko Hanabatake, conhecida por ser estúpida tanto em termos acadêmicos quanto sociais. Ela constantemente fica com o seu vizinho estudioso e sério Akuru Akutsu, com quem a mãe de Yoshiko quer que ela se case. Yoshiko se torna amigo de Sayaka Sumino, que, junto com Akuru, tenta manter Yoshiko sob controle. A presidente da moral pública não gosta do espírito livre de Yoshiko, mas quando Akuru faz algumas observações casuais que a elogiam, a presidente se apaixona por Akuru e começa a persegui-lo enquanto reprime seus pensamentos pervertidos. Yoshiko também faz amizade com Ryuichi Kurosaki, um delinquente que pensa em Yoshiko como uma líder de gangue, um grupo de crianças de playground, um grupo de gyarus e alguns outros alunos e funcionários da escola.

## Mídia

### Mangá
O mangá foi publicado na Weekly Shōnen Magazine, da Kodansha, a partir de 28 de novembro de 2012. Um one-shot crossover com Love Hina foi lançado em 27 de agosto de 2014. A partir da edição de julho de 2015, a Aho-Girl foi transferida para a Bessatsu Shōnen Magazine. O mangá terminou a serialização em dezembro de 2017.
A Kodansha Comics licenciou a série de mangás em inglês. A capa do mangá em inglês apresenta o título como uma definição de dicionário.

### Anime
Uma adaptação para anime produzida por Diomedéa foi ao ar sob o título Aho-Girl: Clueless Girl de 4 de julho de 2017 a 19 de setembro de 2017. Keizou Kusakawa atuou como diretor-chefe, com Shingo Tamaki também como diretor e Takashi Aoshima como roteirista. Os episódios têm 15 minutos de duração. O programa foi transmitido no Tokyo MX, Sun TV e BS11. A Crunchyroll transmitiu a série em várias regiões.
O tema de abertura é "Zenryoku☆Summer!" (全力☆Summer!, "Full Power☆Summer!"), de Angela. Foi lançado como single em 5 de julho de 2017. O tema final é "Odore! Kyūkyoku Tetsugaku" (踊れ!きゅーきょく哲学), de Sumire Uesaka, que também dubla o Presidente do Comitê Disciplinar. Todos os episódios foram escritos por Takashi Aoshima.

## Recepção
O volume 1 alcançou o 43.º lugar no ranking semanal da Oricon e, em 18 de maio de 2013, vendeu 27.861 cópias; volume 2 alcançou o 22.º lugar e, em 27 de outubro de 2013, vendeu 61.653 cópias; volume 3 alcançou o 20.º lugar e, em 27 de abril de 2014, vendeu 62.692 cópias; volume 4 alcançou o 22.º lugar e, em 24 de agosto de 2014, vendeu 55.158 cópias; volume 5 alcançou o 34.º lugar e, em 18 de janeiro de 2015, vendeu 27.473 cópias. O volume 6 ficou em 24.º e vendeu 52.198 cópias em 2 semanas. O volume 7 chegou ao número 24, com 30.236 cópias vendidas em sua primeira semana.